# Мартин Шорт
Мартин Хејтер Шорт (енгл. Martin Hayter Short; Хамилтон, 26. март 1950), канадско-амерички је глумац и комичар.
Освојио је две награде Еми у прајмтајму и једну награду Тони. Радио је у многим анимираним филмовима, укључујући Принц Египта (1998), Планета с благом (2002), Мадагаскар 3: Најтраженији у Европи  (2012), Франкенвини (2012), Породица Адамс (2019), Вилобијеви (2020). Познат је по филмовима Три амигоса (1986), Унутрашњи свемир (1987), Деда Мраз 3: Одбегли деда (2006) и Скривена мана (2014), поред многих.